# Exocelina desii
Exocelina desii es una especie de escarabajo del género Exocelina, familia Dytiscidae. Fue descrita científicamente por Balke en 1999.

## Distribución geográfica
Habita en Australia.